# Les Nouveaux Exploits d'Arsène Lupin
Pour les articles homonymes, voir Le Retour d'Arsène Lupin.
Le retour d'Arsène Lupin
Les Nouveaux Exploits d'Arsène Lupin est une série télévisée française en huit épisodes de 90 minutes diffusée entre le 20 mai 1995 et le 7 juillet 1996 sur France 3.
Au Québec, elle a été diffusée à partir du 10 février 1995 à Super Écran.

## Synopsis
La première série met en scène les aventures du célèbre gentleman-cambrioleur dans les années 1930 et 1940.

## Distribution
- François Dunoyer : Arsène Lupin
- Paul Le Person : commissaire Ganimard
- Franck Capillery : Grognard
- Joseph Sartchadjev : Herlock Sholmès
- Valentin Ganey : Watson
- Corinne Touzet : Patricia
- Charlotte Kady : Gloria

## Épisodes
1. La Tabatière de l'empereur (première diffusion : 20 mai 1995)
2. La Robe de diamants (première diffusion : 3 juin 1995)
3. Requins à La Havane (première diffusion : 17 juin 1995) (rencontre avec Ernest Hemingway et Lucky Luciano)
4. Rencontre avec le docteur Freud (première diffusion : 9 septembre 1995) (rencontre avec Sigmund Freud)
5. Le Masque de jade (première diffusion : 4 novembre 1995)
6. Herlock Sholmes s'en mêle (première diffusion : 9 décembre 1995)
7. Les Souterrains étrusques (première diffusion : 10 février 1996)
8. L'Étrange Demoiselle (tourné à Montréal, première diffusion québécoise : 10 février 1995, et française : 7 juillet 1996)